# Wawayandaite
La wawayandaite è un minerale.